# جزایر هاوایی
جزایر هاوایی (هاوایی: Mokupuni_o_Hawai‘i) (انگلیسی: Hawaiian Islands) مجمع‌الجزایری است متشکل از هشت جزیره اصلی و تعدادی آب‌سنگ حلقوی، جزیره خرد و آبکوه که در شمال اقیانوس آرام واقع شده‌ است.

## خصوصیات جغرافیایی
بلندترین نقطه این مجمع الجزایر قله آتشفشانی مونا کیا می‌باشد ۴٬۲۰۵ متر ارتفاع دارد

## جزایر اصلی
| هاوایی   | جزیره بزرگ The Big Island         | ۴٬۰۲۸٫۰ مایل مربع (۱۰٬۴۳۲٫۵ کیلومتر مربع)                           | جزیره بزرگ The_Big_Island | <span_style="display:none">1 ۴٬۰۲۸٫۰ مایل مربع (۱۰٬۴۳۲٫۵ کیلومتر مربع) | ۱۸۵٬۰۷۹        | <span_style="display:none">4 ۴۵٫۹۴۸/sq mi (۱۷٫۷۴۰۷/km2) | مونا کیا | <span_style="display:none">1 ۱۳٬۷۹۶ فوت (۴٬۲۰۵ متر)   | ۰٫۴ | ۱۹°۳۴′ شمالی ۱۵۵°۳۰′ غربی / ۱۹٫۵۶۷°شمالی ۱۵۵٫۵۰۰°غربی |
| مائوئی   | جزیره دره The_Valley_Isle         | <span_style="display:none">2 ۷۲۷٫۲ مایل مربع (۱٬۸۸۳٫۴ کیلومتر مربع) | ۱۴۴٬۴۴۴                   | <span_style="display:none">2 ۱۹۸٫۶۳۰/sq mi (۷۶٫۶۹۲/km2)                | هالئاکالا      | <span_style="display:none">2 ۱۰٬۰۲۳ فوت (۳٬۰۵۵ متر)     | ۱٫۳–۰٫۸  | ۲۰°۴۸′ شمالی ۱۵۶°۲۰′ غربی / ۲۰٫۸۰۰°شمالی ۱۵۶٫۳۳۳°غربی |     |                                                       |
| اوآهو    | جزیره جمع‌آوری The_Gathering_Place | <span_style="display:none">3 ۵۹۶٫۷ مایل مربع (۱٬۵۴۵٫۴ کیلومتر مربع) | ۹۵۳٬۲۰۷                   | <span_style="display:none">1 ۱٬۵۹۷٫۴۶/sq mi (۶۱۶٫۷۸/km2)               | Mount_Kaʻala   | <span_style="display:none">5 ۴٬۰۰۳ فوت (۱٬۲۲۰ متر)      | ۳٫۷–۲٫۶  | ۲۱°۲۸′ شمالی ۱۵۷°۵۹′ غربی / ۲۱٫۴۶۷°شمالی ۱۵۷٫۹۸۳°غربی |     |                                                       |
| کائوآئی  | جزیره باغ The_Garden_Isle         | <span_style="display:none">4 ۵۵۲٫۳ مایل مربع (۱٬۴۳۰٫۵ کیلومتر مربع) | ۶۶٬۹۲۱                    | <span_style="display:none">3 ۱۲۱٫۱۶۸/sq mi (۴۶٫۷۸۳/km2)                | Kawaikini      | <span_style ="display:none">3 ۵٬۲۴۳ فوت (۱٬۵۹۸ متر)     | ۵٫۱      | ۲۲°۰۵′ شمالی ۱۵۹°۳۰′ غربی / ۲۲٫۰۸۳°شمالی ۱۵۹٫۵۰۰°غربی |     |                                                       |
| مولوکای  | جزیره دوستانه The_Friendly_Isle   | <span_style="display:none">5 ۲۶۰٫۰ مایل مربع (۶۷۳٫۴ کیلومتر مربع)   | ۷٬۳۴۵                     | <span_style="display:none">5 ۲۸٫۲۵۰/sq mi (۱۰٫۹۰۷۴/km2)                | Kamakou        | <span_style="display:none">4 ۴٬۹۶۱ فوت (۱٬۵۱۲ متر)      | ۱٫۹–۱٫۸  | ۲۱°۰۸′ شمالی ۱۵۷°۰۲′ غربی / ۲۱٫۱۳۳°شمالی ۱۵۷٫۰۳۳°غربی |     |                                                       |
| لانائی   | جزیره آناناس The_Pineapple_Isle   | <span_style="display:none">6 ۱۴۰٫۵ مایل مربع (۳۶۳٫۹ کیلومتر مربع)   | ۳٬۱۳۵                     | <span_style="display:none">6 ۲۲٫۳۱۳/sq mi (۸٫۶۱۵/km2)                  | Lānaʻihale     | <span_style="display:none">6 ۳٬۳۶۶ فوت (۱٬۰۲۶ متر)      | ۱٫۳      | ۲۰°۵۰′ شمالی ۱۵۶°۵۶′ غربی / ۲۰٫۸۳۳°شمالی ۱۵۶٫۹۳۳°غربی |     |                                                       |
| نیهاو    | جزیره ممنوع The_Forbidden_Isle    | <span_style="display:none">7 ۶۹٫۵ مایل مربع (۱۸۰٫۰ کیلومتر مربع)    | ۱۷۰                       | <span_style="display:none">7 ۲٫۴۵/sq mi (۰٫۹۴۴/km2)                    | Mount_Pānīʻau  | <span_style ="display:none">8 ۱٬۲۵۰ فوت (۳۸۱ متر)       | ۴٫۹      | ۲۱°۵۴′ شمالی ۱۶۰°۱۰′ غربی / ۲۱٫۹۰۰°شمالی ۱۶۰٫۱۶۷°غربی |     |                                                       |
| کاهولاوی | جزیره هدف The_Target_Isle         | <span_style="display:none">8 ۴۴٫۶ مایل مربع (۱۱۵٫۵ کیلومتر مربع)    | ۰                         | <span_style="display:none">8 ۰                                         | Puʻu_Moaulanui | <span_style="display:none">7 ۱٬۴۸۳ فوت (۴۵۲ متر)        | ۱٫۰      | ۲۰°۳۳′ شمالی ۱۵۶°۳۶′ غربی / ۲۰٫۵۵۰°شمالی ۱۵۶٫۶۰۰°غربی |     |                                                       |